# Columnea ericae
Columnea ericae är en tvåhjärtbladig växtart som beskrevs av Rudolf Mansfeld. Columnea ericae ingår i släktet Columnea och familjen Gesneriaceae. Inga underarter finns listade i Catalogue of Life.